# リカルド・レケホ

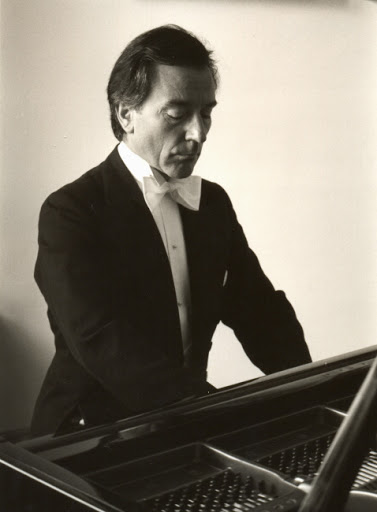
リカルド・レケホ

リカルド・レケホ・レテギ（Ricardo Requejo Retegui, 1938年6月10日 - 2018年11月12日）は、スペインのピアノ奏者。

## 経歴
バスク地方のギプスコア県イルンの生まれ。1950年からサン・セバスティアンのサン・セバスティアン音楽院でホセ・マリア・イラオラとフランシスコ・エスクデロの薫陶を受け、1955年にピアノに於いて首席の賞を得て卒業した。1957年に国家教育省の助成を受けてパリ音楽院に留学してヴラド・ペルルミュテール等に学んだ。1961年にはオレンセ国際音楽コンクールに出場してマルガリータ・パストール賞を贈られた。1962年にはジュネーヴ音楽院に行ってルイ・ヒルトブラントの教えを受け、1965年に音楽院からジョルジュ・フィリピネッティ賞を贈られた。また1965年のオポルト国際ピアノ・コンクールに出場して優勝し、グルベンキアン財団から奨学金を得てベルリンに留学している。ドイツではドイツ学術交流会とフンボルト財団の後援を受け、デュッセルドルフでシャーンドル・ヴェーグ、ハノーファーでカール・エンゲル、ハンブルクでコンラート・ハンゼンの各氏に師事し、後にハンゼンの助手を皮切りに教育活動にも熱心に取り組むようになった。2017年にはイルンから金メダルを贈られている。
イルンにて没。